# The Daily Telegraph
 Denne artikel omhandler en britisk avis. Opslagsordet har også en anden betydning, se The Daily Telegraph (Australien).
The Daily Telegraph er en britisk avis grundlagt I 1855 med et oplag på 882.413. Det er det eneste tilbageværende britisk dagblad udgivet i det traditionelle broadsheet-format, efter at andre broadsheet publikationer over årene er overgået til det mere udbredte og mindre tabloid-format eller berlinerformat. Søsteravisen The Sunday Telegraph blev grundlagt i 1961. Avisen Telegraph er i dag (oktober 2007) den avis i Storbritannien med det højeste oplag, med et bekræftet dagligt oplag på 882.413, sammenlignet med 642.895 for The Times, 240.134 for The Independent, og 364.513 for The Guardian.